# Scaevola marquesensis
Scaevola marquesensis är en tvåhjärtbladig växtart som beskrevs av Forest Brown. Scaevola marquesensis ingår i släktet Scaevola och familjen Goodeniaceae. Inga underarter finns listade i Catalogue of Life.